# Frederik August I van Saksen
Frederik August de Rechtvaardige (Dresden, 23 december 1750 — aldaar, 5 mei 1827) was als Frederik August III van 1763 tot 1806 keurvorst van Saksen en daarna tot 1827 als Frederik August I koning van Saksen. Hij was de zoon van keurvorst Frederik Christiaan en Maria Antonia van Beieren, dochter van keizer Karel VII Albrecht.
Hij volgde in 1763 zijn vader op onder regentschap van zijn oom prins Frans Xavier; hij werd in 1768 meerderjarig verklaard. Op 29 januari 1769 trad hij in het huwelijk met Maria Amalia van Palts-Zweibrücken, dochter van hertog Frederik Michael van Palts-Birkenfeld. Uit dit huwelijk werden vier kinderen geboren, van wie er drie doodgeboren waren, en alleen Maria Augusta (1782-1863) overleefde.
Vanwege zijn verwantschap met de Beierse keurvorst nam hij in 1778 samen met Frederik de Grote van Pruisen deel aan de Beierse Successieoorlog. Aan de Coalitieoorlogen nam hij door het Rijk gedwongen deel. Na de voor hem desastreuze Slag bij Jena sloot hij zich echter bij Napoleon Bonaparte aan. Hij trad toe tot de Rijnbond en werd daarom in 1806 tot koning verheven. Na de Vrede van Tilsit van 9 juli 1807 was hij hertog van het door Napoleon geschapen Hertogdom Warschau (tot 1813); soeverein was hij overigens slechts in naam.
Frederik August en Napoleon konden het goed met elkaar vinden en streden samen tegen Oostenrijk. Napoleon bezocht de Saksische koning regelmatig in Dresden. Na de Slag bij Leipzig werd hij gevangengenomen door de Russische tsaar Alexander I. Saksen zou aanvankelijk worden geannexeerd door Pruisen, maar bij het Congres van Wenen spanden de ministers van Buitenlandse Zaken Klemens von Metternich (Oostenrijk), Henry Robert Stewart (Verenigd Koninkrijk van Groot-Brittannië en Ierland) en Charles-Maurice de Talleyrand (Frankrijk) samen om Pruisen te dwarsbomen. Na zijn vrijlating uit een Pruisische gevangenis in februari 1815, schoof Frederik August zijn goedkeuring met de verdeling van zijn land op de lange baan. Uiteindelijk gaf hij toe, vermits hij geen andere keuze had. Op 18 mei ging hij akkoord met het vredesverdrag dat Pruisen en Rusland hem voorlegden. Met de ondertekening van dit verdrag op 21 mei 1815, werd 57% van het Saksisch grondgebied en 42% van de Saksische bevolking afgestaan aan Pruisen. Hij keerde op 7 juli terug naar Dresden, waar hij enthousiast werd verwelkomd door de bevolking.
Frederik August hervormde de Militaire Orde van Sint-Hendrik en stichtte de Orde van de Kroon van Wijnruit en de Orde van Burgerlijke Verdienste.
Frederik August bracht de rest van zijn leven door met het repareren van de schade die was veroorzaakt door de napoleontische oorlogen. Hij verbeterde de landbouw, commercie en industrie van zijn land, hervormde de justitie, stichtte ziekenhuizen en bevorderde kunst, wetenschap en onderwijs. Hij stierf op 5 mei 1827 en werd opgevolgd door zijn broer Anton.

## Voorouders
| Voorouders van August I van Saksen | Voorouders van August I van Saksen                                                                      | Voorouders van August I van Saksen                                                                      | Voorouders van August I van Saksen                                                 | Voorouders van August I van Saksen                                                 | Voorouders van August I van Saksen                                                       | Voorouders van August I van Saksen                                                       | Voorouders van August I van Saksen                                                 | Voorouders van August I van Saksen                                                 |
| ---------------------------------- | --- | --- | ---------------------------------------------------------------------------------- | ---------------------------------------------------------------------------------- | ---------------------------------------------------------------------------------------- | ---------------------------------------------------------------------------------------- | ---------------------------------------------------------------------------------- | ---------------------------------------------------------------------------------- |
| Overgrootouders                    | Keurvorst August II van Polen (1670–1733) ∞ Christiane Eberhardine van Brandenburg-Bayreuth (1671–1727) | Keurvorst August II van Polen (1670–1733) ∞ Christiane Eberhardine van Brandenburg-Bayreuth (1671–1727) | Keizer Jozef I (1678-1711) ∞ Amalia Wilhelmina van Brunswijk-Lüneburg (1673–1742)  | Keizer Jozef I (1678-1711) ∞ Amalia Wilhelmina van Brunswijk-Lüneburg (1673–1742)  | Maximiliaan II Emanuel van Beieren (1662-1726) ∞ Theresia Kunigunde Sobieska (1676-1730) | Maximiliaan II Emanuel van Beieren (1662-1726) ∞ Theresia Kunigunde Sobieska (1676-1730) | Keizer Jozef I (1678-1711) ∞ Amalia Wilhelmina van Brunswijk-Lüneburg (1673–1742)  | Keizer Jozef I (1678-1711) ∞ Amalia Wilhelmina van Brunswijk-Lüneburg (1673–1742)  |
| Grootouders                        | August III van Polen (1696-1763) ∞ Maria Josepha van Oostenrijk (1699-1757)                             | August III van Polen (1696-1763) ∞ Maria Josepha van Oostenrijk (1699-1757)                             | August III van Polen (1696-1763) ∞ Maria Josepha van Oostenrijk (1699-1757)        | August III van Polen (1696-1763) ∞ Maria Josepha van Oostenrijk (1699-1757)        | Keizer Karel VII Albrecht (1697-1745) ∞ Maria Amalia van Oostenrijk (1701-1745)          | Keizer Karel VII Albrecht (1697-1745) ∞ Maria Amalia van Oostenrijk (1701-1745)          | Keizer Karel VII Albrecht (1697-1745) ∞ Maria Amalia van Oostenrijk (1701-1745)    | Keizer Karel VII Albrecht (1697-1745) ∞ Maria Amalia van Oostenrijk (1701-1745)    |
| Ouders                             | Frederik Christiaan van Saksen (1722-1763) ∞ Maria Antonia van Beieren (1723-1780)                      | Frederik Christiaan van Saksen (1722-1763) ∞ Maria Antonia van Beieren (1723-1780)                      | Frederik Christiaan van Saksen (1722-1763) ∞ Maria Antonia van Beieren (1723-1780) | Frederik Christiaan van Saksen (1722-1763) ∞ Maria Antonia van Beieren (1723-1780) | Frederik Christiaan van Saksen (1722-1763) ∞ Maria Antonia van Beieren (1723-1780)       | Frederik Christiaan van Saksen (1722-1763) ∞ Maria Antonia van Beieren (1723-1780)       | Frederik Christiaan van Saksen (1722-1763) ∞ Maria Antonia van Beieren (1723-1780) | Frederik Christiaan van Saksen (1722-1763) ∞ Maria Antonia van Beieren (1723-1780) |
| August I van Saksen (1750-1827)    | | |                                                                                    |                                                                                    |                                                                                          |                                                                                          |                                                                                    |                                                                                    |